# Karup Kartoffelmelfabrik
Karup Kartoffelmelfabrik a.m.b.a. (AKK) er en dansk kartoffelmelsproducent med en kartoffelmelfabrik i Karup. Fabrikken er ejet af 400 andelshavene kartoffelavlere. Der er ca. 60 fuldtidsstillinger. Virksomheden blev etableret i 1933 og videresælger kartoffelmelet til Kartoffelmelcentralen.